# Anton Breinl

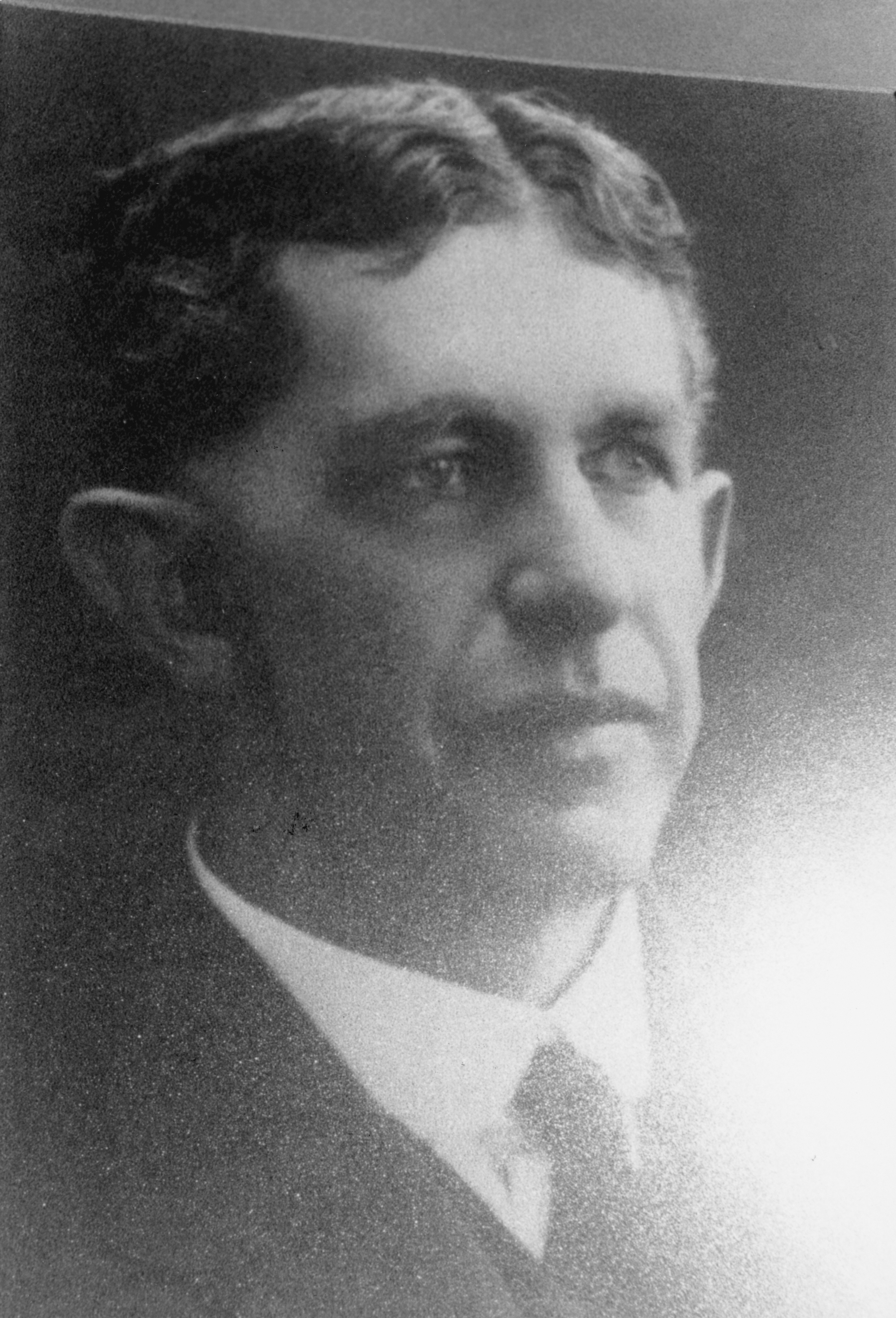
Anton Breinl

Anton Breinl (Viena, 2 de julho de 1880 – Sydney, 28 de junho de 1944) foi um médico tropical australiano.
Foi especialista na área da protozoose.